# Chlorocebus cynosuros
Chlorocebus cynosuros là một loài động vật có vú trong họ Cercopithecidae, bộ Linh trưởng. Loài này được Scopoli mô tả năm 1786.

## Hình ảnh

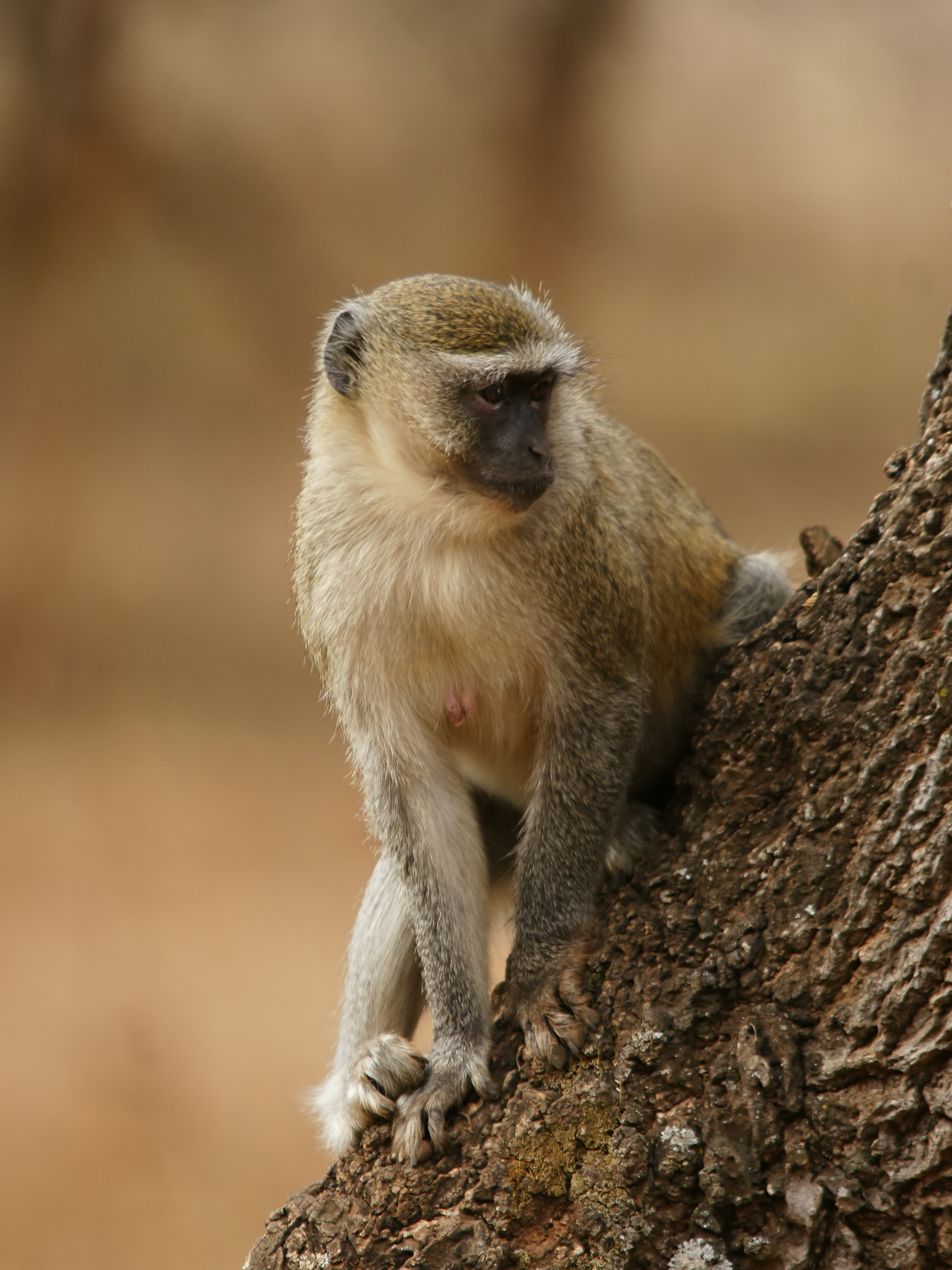
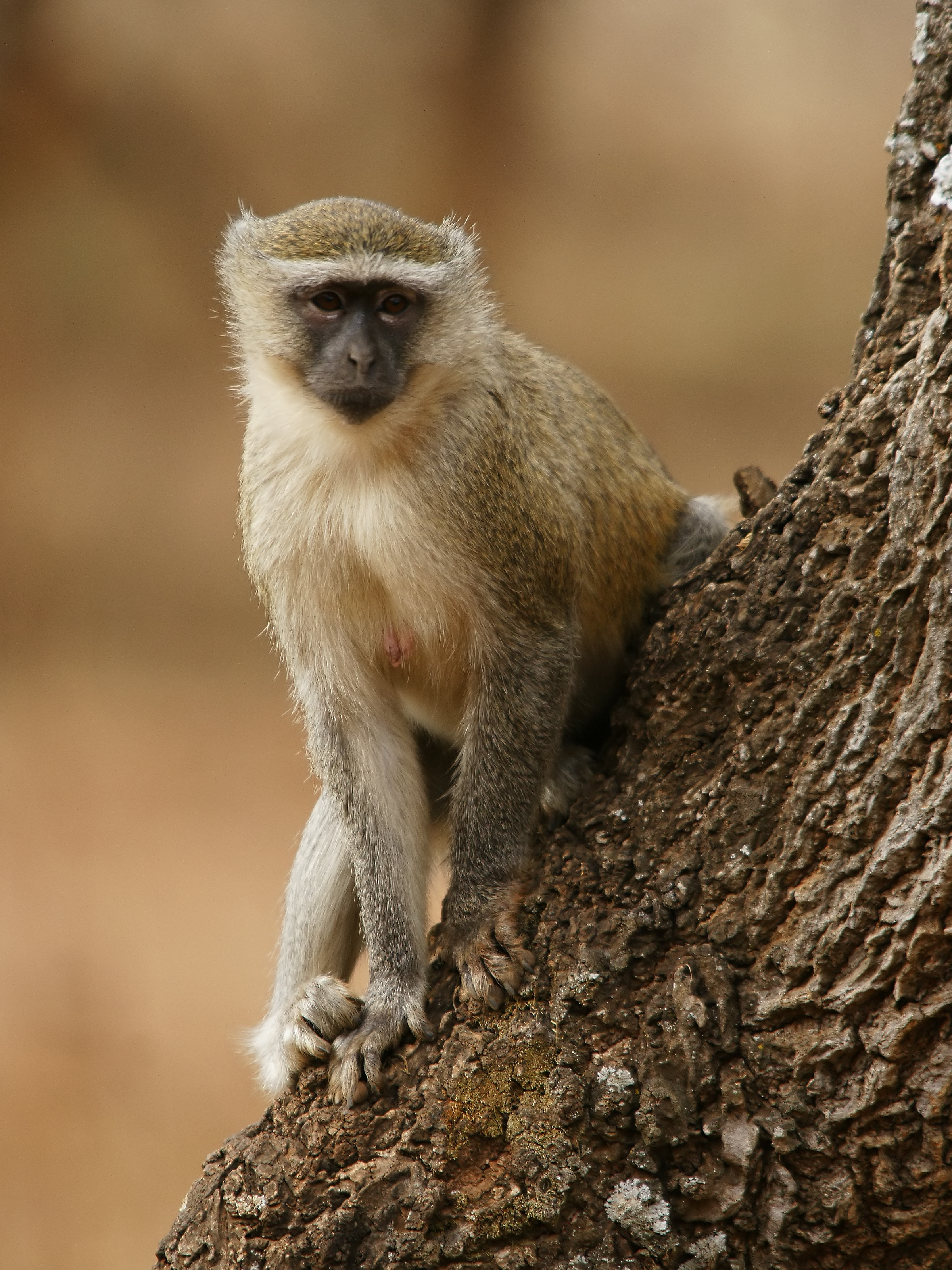
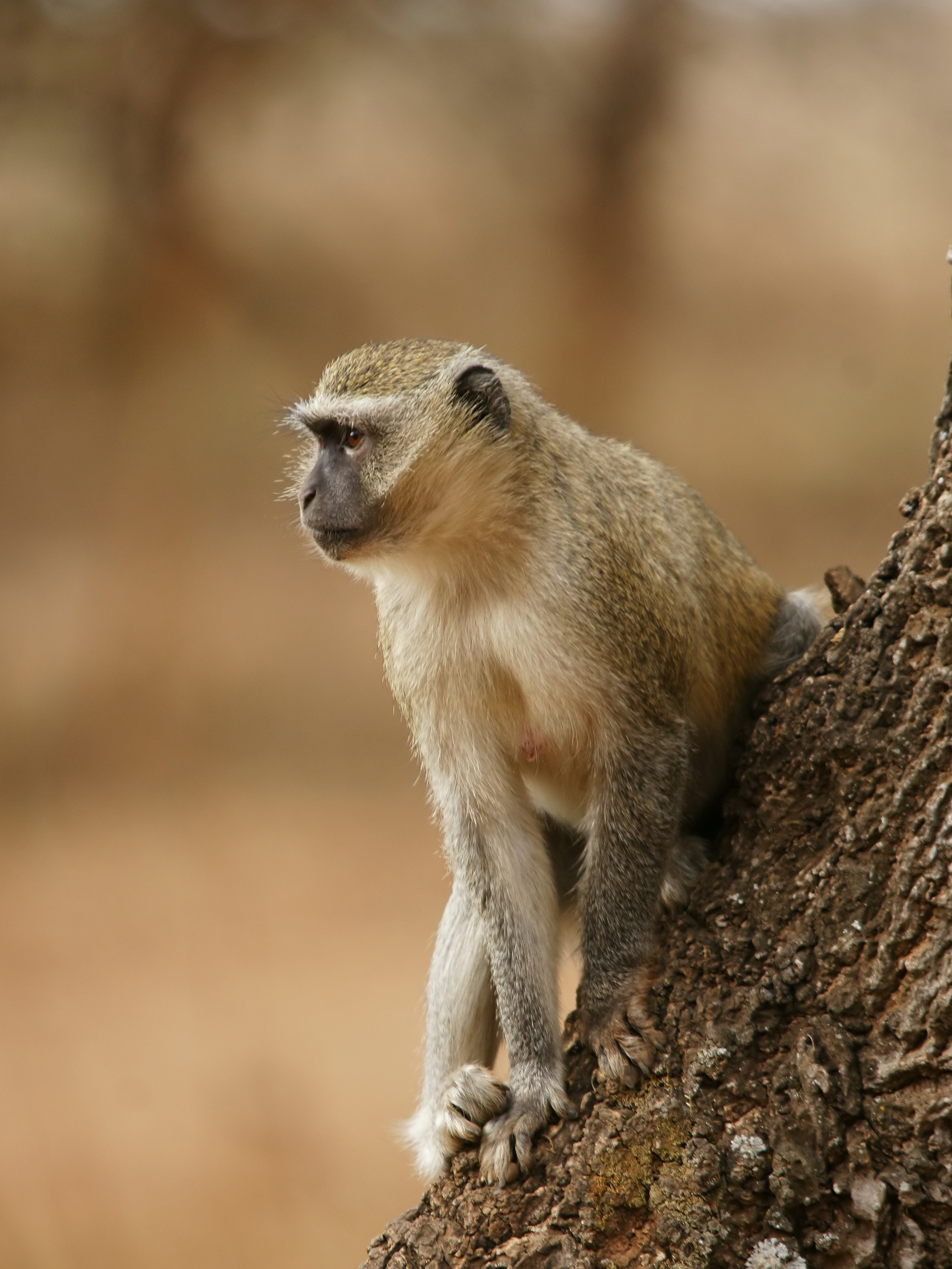
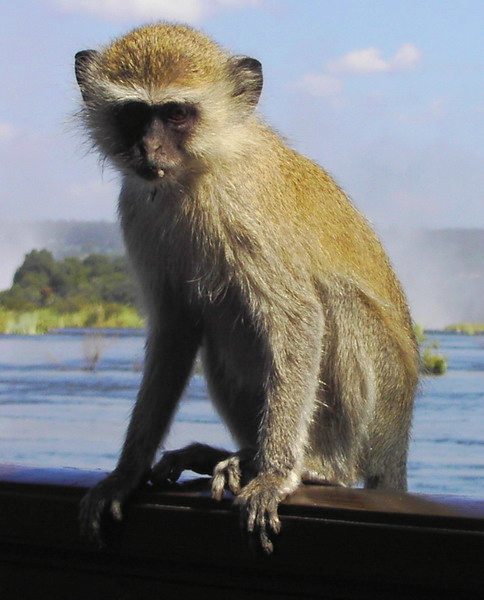